# Kuo Fej-siung
Kuo Fej-siung (čínsky znaky zjednodušené 郭飞雄; * 2. srpna 1966) je čínský aktivista za lidská práva, který je často ztotožňován s hnutím Wej-čchüan. Kuo je známý jako disidentský spisovatel a „bosý právník“, který se věnoval několika kontroverzním tématům na obranu práv marginalizovaných skupin. Před svým uvězněním v roce 2006 pracoval jako právní poradce šanghajské advokátní kanceláře Šeng-č'.

## Mládí
Kuo se narodil v roce 1966 v okrese Ku-čcheng v provincii Che-pej. Během kulturní revoluce byl s rodiči poslán na devět let na venkov, kde zažili chudobu. V červenci 1988 dokončil studium na katedře filozofie Východočínské pedagogické univerzity v Šanghaji a byl přidělen na lékařskou fakultu pro zaměstnance a dělníky ve Wu-chanu, kde působil jako učitel filozofie. V roce 1989 se aktivně účastnil protestů na náměstí Nebeského klidu. V roce 1991 odešel do Kuang-tungu. kde se věnoval různým povoláním. V letech 1993–2001 se věnoval především soukromé vydavatelské činnosti a poté se živil psaním.

## Právní kariéra
V letech 2005–2006 skupiny na ochranu lidských práv oznámily, že Kuo byl několikrát zadržen a zbit za svou obhajobu lidských práv.
Kuo byl zatčen 30. září 2006 a zadržen na základě obvinění z „nezákonné podnikatelské činnosti“ v souvislosti s vydáním knihy o politickém skandálu v provincii Liao-ning s názvem Shenyang Political Earthquake. Poté, co byl 17 měsíců držen ve vyšetřovací vazbě, byl 14. listopadu 2007 ve věznici Mej-čou odsouzen k pěti letům odnětí svobody v procesu, který byl charakterizován jako „proces poznamenaný závažnými procesními pochybeními“. Kromě trestu byla Kuovi uložena pokuta 40 000 jüanů. Rodinní příslušníci uvedli, že Kuo byl ve vazbě mučen, zbaven spánku a byly proti němu použity elektrické obušky.
Kuo byl propuštěn 13. září 2011 a prohlásil, že je i nadále oddán obhajobě lidských práv.
Dne 8. srpna 2013 byl opět zatčen pro podezření ze „shromažďování davu za účelem narušení pořádku na veřejném místě“.
Kuo je držitelem ocenění Front Line Defenders Award 2015 pro obránce lidských práv v ohrožení.
Dne 28. ledna 2021 byl Kuo zadržen pohraniční službou z důvodu „ohrožení národní bezpečnosti“ na mezinárodním letišti Pchu-tung v Šanghaji, když se chystal nastoupit na let do Spojených států, aby navštívil svou rakovinou nemocnou manželku.
Dne 12. ledna 2022, dva dny po smrti své manželky Čang Čching byl Kuo formálně zatčen na základě obvinění z „podvracení státní moci“.
V lednu 2022 vydal mluvčí amerického ministerstva zahraničí Ned Price prohlášení, v němž žádal, aby čínské úřady poskytly Kuovi humanitární pomoc a umožnily mu vycestovat do Spojených států, aby se mohl shledat se svými dětmi a truchlit nad odchodem své ženy.

## Osobní život
Kuo byl ženatý s Čang Čching, s níž měl dvě děti, syna a dceru. Čching a děti v lednu 2009 uprchli ze svého domova v Kantonu a z Thajska utekli do Spojených států, kde jim byl v listopadu téhož roku udělen politický azyl. V lednu 2021 byla Čching diagnostikována rakovina tlustého střeva v pozdním stádiu. V důsledku toho poslal Kuo otevřený dopis, v němž žádal, aby mu bylo umožněno opustit Čínu a znovu se s ní setkat, což úřady zamítly. Čching zemřela 10. ledna 2022 ve věku 55 let.